# Pallavolo ai XII Giochi sudamericani
I tornei di pallavolo ai XII Giochi sudamericani si sono disputati durante la XII edizione dei Giochi sudamericani, che si è svolta a Asunción nel 2022.

## Podi
| Evento                      | Oro  | Argento   | Bronzo |
| Torneo maschile (dettagli)  | Cile | Colombia  | Perù   |
| Torneo femminile (dettagli) | Perù | Argentina | Cile   |